# Rabdophaga strobilina
Rabdophaga strobilina (лат.) — вид двукрылых рода Rabdophaga из семейства Галлицы (Cecidomyiidae). Встречается в Европе. Вызывают образование галлов на ивах.

## Внешний вид галлов
Образует галлы типа «Camellia» (также известные как терминальный розеточный галл) на ивах (Salix). R. strobilina является близким родственником Rabdophaga rosaria, и личинки strobilina живут в покинутых галлах, созданных личинками rosaria. Если личинок strobilina много, галл может увеличиваться и менять форму, превращаясь из розетки в конусообразный артишок длиной 30—40 мм. R. strobilina также является инквилином Rabdophaga terminalis.

## Таксономия
Вид был впервые описан в 1847 году швейцарским энтомологом Иоганном Якобом Бреми-Вольфом (1791—1857) под первоначальным названием Cecidomyia strobilina Bremi, 1847.

## Распространение
Насекомое или галл были найдены в Бельгии, Дании, Турции и Великобритании.